# Calotachina
Calotachina is een geslacht van vliegen (Brachycera) uit de familie van de sluipvliegen (Tachinidae). De wetenschappelijke naam van het geslacht is voor het eerst geldig gepubliceerd in 2010 door Koçak & Kemal.

## Soorten
- Calotachina tricolor Malloch, 1938